# 池夢彪
池夢彪，是王爺信仰的中國傳說人物，相傳陳留人，是唐朝的開國名將，也是常見於台灣廟宇所供奉的「池府千歲」（池二王爺），相傳與下列將領大王李大亮、三王吳孝寬、四王朱叔裕、五王范承業為結拜兄弟，合稱即為「五府千歲」，池府千歲之聖誕千秋日為農曆六月十八日。

## 傳說
池夢彪，陳留人氏，文質仁心，天資聰穎，性情剛直，治軍嚴正，用兵如神。
唐高祖入關時，因助唐朝開國有功，授封中郎將、折衝都尉。
貞觀17年（公元643年），隨唐太宗御駕親征高句麗，勢如破竹，又加封為宣威將軍。
傳說池夢彪某夜夢見一位瘟神，奉玉皇上帝旨令下凡降災、散佈瘟疫，池夢彪得知此事之後，便請這位瘟神到家中飲酒暢談。
池夢彪與瘟神暢飲之後，瘟神有點喝醉了，就吐露出此次下凡之意，池夢彪心腸慈悲，不忍百姓受災，假意說要借看佈瘟用的藥粉，趁瘟神不注意時將那包瘟藥全部吞掉。
帶原瘟疫的毒藥進入池夢彪腹中，藥性發作，隨即滿臉變黑，兩眼突出而亡。
瘟神帶著池夢彪的魂魄晉見玉皇大帝，玉皇大帝感念祂愛民救民的精神，敕封池夢彪為代天巡狩。農曆六月十八日為其聖誕日。

### 變化版本
臺中均安宮流傳該廟主神池府王爺原籍南京，為人耿介，且文中舉人、武中進士。據傳，祂生前曾奉旨至漳州府上任，途經福建同安馬巷時碰到瘟神作亂，英勇地以肉身捍衛當地百姓健康安全；由於顯靈時臉色呈現黝黑，漳州人為感念其恩澤而畫出「黑面」神像；目前該廟神像是約六十年前信眾依其指示至某山區尋獲的木材雕刻而成，而其左臉頰的傷痕據傳是為保護當地居民與水怪打仗所致。

## 奉祀廟宇
- 基隆夫子廟：中華民國臺灣省基隆市中正區中船路78巷13號，座標：25°08′13″N 121°45′06″E / 25.136933°N 121.751541°E
- 池碧宮：中華民國臺灣省宜蘭縣蘇澳鎮華山五巷16-2號
- 頂埔順天府：中華民國臺灣省宜蘭縣頭城鎮頂埔路一段250號，座標：24°50′46″N 121°48′54″E / 24.84612066057763°N 121.81491218647649°E
- 新莊保元宮：中華民國新北市新莊區中正路143號，座標：25°02′17″N 121°27′35″E / 25.038063°N 121.459661°E
- 南勢池聖宮：中華民國新北市林口區南勢六街，座標：25°04′29″N 121°21′18″E / 25.074599°N 121.354938°E
- 板橋崑龍宮：中華民國新北市板橋區大同街26巷24號，座標：25°01′36″N 121°28′42″E / 25.026550477934588°N 121.47830160344144°E
- 福忠宮：桃園市大園區 桃園市大園區濱海路二段436號
- 池和宮：中華民國臺灣省新竹縣新豐鄉新豐村15鄰池府路156號，座標：24°54′36″N 120°58′34″E / 24.910099°N 120.97623°E
- 均安宮：中華民國臺中市西區後龍里梅川東路1段81號，座標：24°08′53″N 120°40′17″E / 24.14795°N 120.67133°E
- 瑞城代天宮：中華民國臺中市大里區瑞城里中興路一段二巷201弄15號，座標：24°04′58″N 120°42′21″E / 24.0826980°N 120.7058473°E
- 彰化鎮東宮：中華民國臺灣省彰化縣彰化市永福里永福街六十八巷19號，座標：24°04′49″N 120°32′40″E / 24.080412°N 120.544388°E
- 馬光奉天府：中華民國雲林縣土庫鎮民族路50巷3號，座標：23°42′21″N 120°21′32″E / 23.70589341934799°N 120.35887772965017°E
- 口湖安龍宮：中華民國臺灣省雲林縣口湖鄉成龍村89號，座標：23°33′20″N 120°09′59″E / 23.5556513°N 120.1664293°E
- 古坑嘉興宮：中華民國臺灣省雲林縣古坑鄉中山路182巷2號，座標：23°38′43″N 120°33′42″E / 23.6451681°N 120.5617996°E
- 虎尾德興宮：中華民國臺灣省雲林縣虎尾鎮中正路172號，座標：23°42′23″N 120°25′54″E / 23.7064882°N 120.4317328°E
- 馬鳴山鎮安宮：中華民國臺灣省雲林縣褒忠鄉馬鳴村鎮安路31號，座標：23°41′59″N 120°16′42″E / 23.699739°N 120.278231°E
- 台西六塊厝南天府：中華民國臺灣省雲林縣台西鄉文化路287號之7號，座標：23°41′57″N 120°11′48″E / 23.69911861241877°N 120.1965782954607°E
- 過溝建德宮：中華民國臺灣省嘉義縣布袋鎮西安里過溝西勢30號，座標：23°25′00″N 120°10′50″E / 23.4167366°N 120.1804267°E
- 春珠福春宮：中華民國臺灣省嘉義縣太保市春珠里春珠58號之1，座標：23°26′58″N 120°19′46″E / 23.4495262°N 120.3293363°E
- 紅毛寮千歲宮：中華民國臺灣省嘉義縣水上鄉忠和村6鄰紅毛寮10號，座標：23°24′46″N 120°25′48″E / 23.41264°N 120.43009°E
- 南鯤鯓代天府：台南面積最大的王爺廟。中華民國臺南市北門區鯤江里976號，座標：23°17′10″N 120°08′35″E / 23.286132°N 120.143086°E
- 蚵寮保安宮：中華民國台南市北門區東壁里760號，座標：23°17′11″N 120°08′10″E / 23.2864822°N 120.1362132°E
- 普濟殿：中華民國臺南市中西區普濟街79號
- 臺南廣安宮：中華民國臺南市中西區新美街172號，座標：22°59′51″N 120°12′06″E / 22.99741754273747°N 120.20171682380737°E
- 米街廣安宮：中華民國臺南市中西區新美街172號，座標：22°59′51″N 120°12′06″E / 22.9975082°N 120.2017688°E
- 台南安南區什三佃慶興宮：中華民國臺南市安南區本原街一段160號，座標：23°03′04″N 120°11′54″E / 23.0510711°N 120.1982612°E
- 台南安南區什二佃南天宮：中華民國臺南市安南區公學路四段212號，座標：23°04′00″N 120°10′31″E / 23.0666092°N 120.1751615°E
- 頭港鎮安宮：中華民國臺南市學甲區68號之1，座標：23°15′39″N 120°09′10″E / 23.26073948859326°N 120.15275921971032°E
- 紅茄慈明宮：中華民國臺南市學甲區紅茄105號，座標：23°16′51″N 120°11′35″E / 23.2809455°N 120.1930311°E
- 胡厝寮代天府：中華民國臺南市善化區胡厝寮151號，座標：23°08′49″N 120°16′12″E / 23.1469051°N 120.270009°E
- 海埔池王府：中華民國臺南市麻豆區海埔80之1號，座標：23°12′13″N 120°12′43″E / 23.2036627°N 120.2119517°E
- 麻豆代天府：中華民國臺南市麻豆區南勢里8鄰關帝廟60號，座標：23°11′25″N 120°15′38″E / 23.1902265°N 120.2604336°E
- 南廍福安宮：中華民國臺南市官田區南廍里5鄰南廍66號，座標：23°12′43″N 120°18′17″E / 23.211963°N 120.3048407°E
- 七股龍山宮：中華民國臺南市七股區龍山里19鄰208號，座標：23°08′18″N 120°06′48″E / 23.1382974°N 120.1134157°E
- 台南龍崎苦苓湖龍湖宮：中華民國台南市龍崎區812縣道旁，座標:22°56′44″N 120°25′03″E / 22.945681945292357°N 120.41755812832913°E
- 安平灰磘尾社弘濟宮：中華民國臺南市安平區運河路40巷12弄3號，座標：22°59′55″N 120°09′38″E / 22.9986377°N 120.1606878°E
- 路竹三爺里武安宮：中華民國高雄市路竹區民族路137號，座標：22°50′04″N 120°16′45″E / 22.83447399490414°N 120.27930312750176°E
- 路竹文北里聲靈宮：中華民國高雄市路竹區文化路274號
- 白樹代天府：中華民國高雄市橋頭區建樹路56號，座標：22°45′36″N 120°18′13″E / 22.7599111°N 120.3036228°E
- 哈瑪星代天宮：中華民國高雄市鼓山區鼓波街27號，座標：22°37′21″N 120°16′16″E / 22.6225338°N 120.2711792°E
- 內惟鎮安宮：中華民國高雄市鼓山區九如四路1450號，座標：22°39′33″N 120°16′47″E / 22.659109°N 120.279669°E
- 鹽埕埔壽山宮：中華民國高雄市鹽埕區富野路136號，座標：22°37′45″N 120°16′58″E / 22.6291175°N 120.2826421°E
- 南雄代天府：中華民國高雄市大寮區鳳林三路301巷35號，座標：22°35′59″N 120°23′43″E / 22.5997212°N 120.3951942°E
- 岡山大遼里代天府：中華民國高雄市岡山區大遼路13號，座標：22°46′41″N 120°18′51″E / 22.7780328°N 120.3141725°E
- 林邊放索普龍殿：中華民國屏東縣林邊鄉豐作路71之1號，座標：22°25′12″N 120°30′20″E / 22.4200358°N 120.5056935°E
- 里港代天府：中華民國屏東縣里港鄉過江路71號之1 ·，座標：
- 马六甲威显宫
- 柔佛峇株吧辖金海殿
- 马六甲怡力勇全殿
- 马六甲福顺宫
- 彰化縣芳苑鄉王功壽山宮
- 台中市沙鹿區龍神宮。